# 张利藩
张利藩（1945年6月—），男，汉族，奉天蓋平县（今辽宁盖州市）人，中华人民共和国政治人物，曾任中共鞍山市委副书记，鞍山市人民政府市长，第九届全国人大代表。